# (202784) Gangkeda
(202784) Gangkeda ist ein Asteroid des äußeren Hauptgürtels, der am 29. Februar 2008 an der Xuyi Station der Sternwarte am purpurnen Berg (IAU-Code D29) im Kreis Xuyi in der chinesischen Provinz Jiangsu entdeckt wurde. Sichtungen des Asteroiden hatte es vorher schon im November 2006 mit der vorläufigen Bezeichnung 2006 VY110 an der auf dem Kitt Peak gelegenen Außenstation des Steward Observatory gegeben.
(202784) Gangkeda wurde am 18. Februar 2011 nach der 1991 gegründeten Hong Kong University of Science and Technology benannt. Gangkeda ist die chinesische Abkürzung für die Universität. Die Benennung erfolgte zum 20. Jubiläum der Gründung. Ein Benennungszertifikat wurde der Universität am 8. April 2011 übergeben.